# Rua Garrett
A Rua Garrett é o centro do Chiado, pólo intelectual de Lisboa do século XX. Ligada pelo Largo do Chiado e pela Rua do Carmo é em seu redor que se situa a ópera (Teatro Nacional de São Carlos), bem como o Teatro São Luiz e o Teatro da Trindade; as mais famosas livrarias da cidade, como a primeira Livraria Bertrand, fundada em 1732; o Grémio Literário do Chiado; ou ainda o centenário Café A Brasileira, onde já se reuniram grandes vultos da cultura portuguesa do século XX.